# На ръба на утрешния ден
„На ръба на утрешния ден“ (на английски: Edge of Tomorrow) е американски научнофантастичен филм от 2014 г. с участието на Том Круз, Емили Блънт, Бил Пакстън и Брендан Глийсън. Режисиран е от Дъг Лайман, по сценарий на Кристофър Маккуори, Джез Бътъруърт и Джон Хенри Бътъруърт, и е адаптация по романа „Трябва просто да убиваш“ на японския писател Хироши Сакуразака.

## Актьорски състав
| Актьор           | Роля                  |
| ---------------- | --------------------- |
| Том Круз         | Майор Уилям Кейдж     |
| Емили Блънт      | Сержант Рита Вратаски |
| Бил Пакстън      | Майстор Сержант Фарел |
| Брендан Глийсън  | Генерал Брингам       |
| Ноа Тейлър       | Доктор Ноа Картър     |
| Джонас Армстронг | Скинър                |
| Тони Уей         | Кимъл                 |
| Кик Гъри         | Гриф                  |
| Шарлот Райли     | Нанс                  |
| Франц Драмех     | Форд                  |
| Драгомир Мрсик   | Кънц                  |

## В България
В България филмът е пуснат по кината от Александра Филмс.
На 23 февруари 2015 г. е издаден на DVD от PRO Video SRL чрез Филм Трейд.
През 2018 г. е излъчен по bTV с български дублаж, записан в студио Медиа Линк. Екипът се състои от:
| Озвучаващи артисти  | Таня Димитрова Златина Тасева Станислав Димитров Любомир Младенов Мартин Герасков |
| Преводач            | Светла Василева                                                                   |
| Тонрежисьор         | Емил Енев                                                                         |
| Режисьор на дублажа | Михаела Минева                                                                    |

На 17 януари 2022 г. е излъчен и по FOX с втори български дублаж, записан в Доли Медия Студио. Екипът се състои от:
| Преводач            | Боряна Богданова                                                               |
| Тонрежисьор         | Евгени Манев                                                                   |
| Режисьор на дублажа | Таня Димитрова                                                                 |
| Озвучаващи артисти  | Мими Йорданова Цветослава Симеонова Симеон Владов Любомир Младенов Илиян Пенев |